# Boloso Bombe
Boloso Bombe (ou Boloso Bonibe ; en wolaitta : Bolooso Bombbe, en amharique : ቦሎሶ ቦምቤ,) est un woreda du sud de l’Éthiopie situé dans la zone Wolayita. Ce district a 87 956 habitants en 2007 et fait partie de la région des nations, nationalités et peuples du Sud jusqu'au transfert de la zone dans la région Éthiopie du Sud en août 2023.
Boloso Bombe est bordé au sud par Kindo Koysha, à l'ouest par la zone Dawro, au nord par Tembaro et la zone Kembata, à l'est par Boloso Sore, et au sud-est par Damot Sore,. Son centre administratif, Bombe, peut également s'appeler Bonibe.
Ce district se détache de son voisin Boloso Sore au début des années 2000,.
Il est bordé à l'ouest par l'Omo et forme depuis 2023 l'extrémité nord-ouest de la région Éthiopie du Sud.

## Démographie
Le recensement national de 2007 fait état de 87 956 habitants dans le district dont 1 % de citadins qui sont les 1 057 habitants du centre administratif. Environ 69 % des habitants du district sont protestants, 27 % sont orthodoxes et 1 % sont catholiques.
En 2022, sa population est estimée à 115 883 personnes avec une densité de population de 426 personnes par km2 et 272 km2 de superficie.